# Johan Wilhelm Kindt
Johan Wilhelm Kindt var en svensk ståletsare vid Wira bruk åren 1749-58.
Kindt var till börden tysk och tillhörde en på vapenområdet känd Solingen-släkt, som inkallades till Sverige genom Fredrik I:s förmedling. Johan Wilhelm Kindt var vid sidan av Johan Bertram de mera kända vapenetsarna i Sverige under 1700-talet. Ett stort antal värj- och hirschfängarklingor från denna tid är ornerade och signerade av Kindt.
I övrigt etsade Kindt även hackknivar och alnmått. Han ägnade sig tills skillnad från Bertram främst åt högetsning.